# NGC 7800
NGC 7800 је галаксија у сазвежђу Пегаз која се налази на NGC листи објеката дубоког неба.
Деклинација објекта је + 14° 48' 27" а ректасцензија 23h 59m 37,0s. Привидна величина (магнитуда) објекта NGC 7800 износи 12,6 а фотографска магнитуда 13,2. Налази се на удаљености од 23,9000 милиона парсека од Сунца. NGC 7800 је још познат и под ознакама UGC 12885, MCG 2-1-7, CGCG 433-12, KUG 2357+145, IRAS 23570+1431, PGC 73177.